# Wereldkampioenschap waterski racing 2011
Het wereldkampioenschap waterski racing 2011 was een door de International Waterski & Wakeboard Federation (IWWF) georganiseerd kampioenschap in het waterskiën. De 17e editie van het wereldkampioenschap werden georganiseerd in de Australische Moreton Bay van 8 tot 18 september 2011.

## Resultaten

### Formule 1
| Heren  | Heren         | Heren   | Heren |
| Plaats | Racer         | Punten  |       |
| ------ | ------------- | ------- | ----- |
| Goud   | Chris Stout   | 3000,00 |       |
| Zilver | Peter Procter | 2944,13 |       |
| Brons  | Troy Hooker   | 2782,56 |       |
| 4      | Russell Cox   | 2453,85 |       |
| 5      | Dan Ellis     | 1305,03 |       |

| Dames  | Dames           | Dames   | Dames |
| Plaats | Atleet          | Tijd    |       |
| ------ | --------------- | ------- | ----- |
| Goud   | Katelin Wendt   | 2996,70 |       |
| Zilver | Erin Saunders   | 2992,35 |       |
| Brons  | Kathrin Ortlieb | 2877,53 |       |
| 4      | Maddi Boyer     | 2843,35 |       |
| 5      | Kylee Jones     | 2562,50 |       |

### Formule 2
| Heren  | Heren         | Heren   | Heren |
| Plaats | Racer         | Punten  |       |
| ------ | ------------- | ------- | ----- |
| Goud   | Grant Turner  | 2995,42 |       |
| Zilver | Mark Weaver   | 2988,47 |       |
| Brons  | Andy Anderson | 2903,63 |       |
| 4      | Daniel Cotton | 2868,93 |       |
| 5      | Marc Avella   | 2834,51 |       |

| Dames  | Dames                 | Dames   | Dames |
| Plaats | Atleet                | Tijd    |       |
| ------ | --------------------- | ------- | ----- |
| Goud   | Leanne Campbell       | 2984,65 |       |
| Zilver | Trudi Stout           | 2969,65 |       |
| Brons  | Katharina Hebenstreit | 2884,22 |       |
| 4      | Lena Feringa          | 2859,47 |       |
| 5      | Tania Williams        | 2841,12 |       |

1979 ·
1981 ·
1983 ·
1985 ·
1987 ·
1989 ·
1991 ·
1993 ·
1995 ·
1997 ·
1999 ·
2001 ·
2003 ·
2005 ·
2007 ·
2009 ·
2011 ·
2013 ·
2015 ·
2017 ·
2019